# Кебкало Андрій Борисович
Кебкало Андрій Борисович (13 грудня 1972, м.Київ, Україна) — хірург, проктолог вищої категорії, онкохірург. Доктор медичних наук, професор кафедри хірургії Національної медичної академії післядипломної освіти імені П. Л. Шупика, член клініко-експертної комісії МОЗ України. Один з лікарів хірургічного профілю, практикуючий методику лікування стовбуровими клітинами в Україні.

## Біографічні відомості
Народився 13 грудня 1972 року у місті Києві. У 1996 році з відзнакою закінчив Національний медичний університет імені О. О. Богомольця. У 1999 — захистив кандидатську дисертацію на тему «Сучасні методи детоксикації та імунокорекції при хірургічному лікуванні хворих з обструктивною жовтухою» (науковий керівник — Володимир Мамчич. З 1999 по 2003 роки працює асистентом кафедри хірургії з курсом оперативної хірургії та топографічної анатомії на базі НМАПО ім. П. Л. Шупика. З 2000 по 2005 рік працював старшим науковим співробітником Українського науково-практичного центру екстренної медичної допомоги.
У 2011 році захистив докторську дисертацію за темою «Використання клітинних та тканинних трансплантантів у комплексному лікуванні хворих з пенкреанекрозом». З 2012 року обіймає посаду професора кафедри хірургії та проктології НМАПО ім. П. Л. Шупика.
У 2017 році — учасник міжнародної конференції у Австрії Salzburg weill cornell/memorial sloan kettering cancer center seminar in gastrointestinal oncology.

## Міжнародна співпраця
2 травня 2018 року на запрошення Андрія Борисовича до Києва прибув відомий американський хірург українського походження Віталій Пойлін. Було проведено оперативне хірургічне втручання з приводу пухлини сліпої кишки.

## Науковий доробок
Автор 88 наукових і учбово-методичних робіт та 5-ти патентів.